# NBA 07
NBA 07 è un videogioco sportivo che simula il campionato di basket statunitense. Il videogioco è sviluppato e prodotto da Sony Computer Entertainment che l'ha messo in commercio nel 2006 per PlayStation Portable, PlayStation 2 e PlayStation 3.